# Peter Lykke-Seest
Peter Lykke-Seest (1868 i Kristiania – 1948) var en norsk forfatter, filminstruktør og pionér, som var af stor betydning for den norske film før 1920'erne. I årene 1912-1919 instruerede han hele 8 film og har vist sig at være til inspiration for næste generations filmskabere som f.eks. Rasmus Breistein.
Peter Lykke-Seest arbejdede som manuskriptforfatter for de store nordiske filmselskaber i 1912/1913. Han var meget interesseret i film og i 1916 oprettede han sit eget filmselskab, Christiania Film Co. A/S. Her ansatte han anerkendte filmarbejdere som Ottar Gladtvet, men foran kameraet brugte han hellere amatører, som sin egen familie. 
Da han oprettede sit eget filmselskab startede han også med at arbejde med at få etableret et eget filmatelier i Norge.
I 1917 havde hans to første film premiere, samt han første succes De Forældreløse. Hans mest populære og vellykkede film var Historien om en gut (1919). Filmen blev distribueret i både Sverige, Finland og Tjekkoslovakiet, men til trods for dette var den ikke en specielt økonomisk succes. Filmen handler om gutten Espen, som løber hjemmefra, men til sidst kommer hjem igen. Dette var typisk for Lykke-Seests film. Den borgerlige familie splittes, for så at genforenes i slutscenen. Efter Historien om en gut forestod Lykke-Seest at hans forsøg på at bygge en stor filmnation op under kommunaliseringen af biograferne var for vanskelig. Publikummet var klar på en ny type film, og Lykke-Seest gik tilbage til litteraturen. 
I sin samtid var han først og fremmest kendt som en romanforfatter optaget af det religiøst-mystiske (Den store hvite flok, 1925).
Lykke-Seests skrev to radiostykker, Luftruten og  Anonyme brev (begge sendt i 1929). Hverken tekster eller optagelser er bevaret. Det drejede sig om komedier eller kriminalsketcher.  Derefter bearbejdede han en række andre tekster for radio, blandt andet Gabriel Scotts Tante Pose (1940, 1938).

## Filmografi
- 1919: Historien om en gut
- 1919: Æresgjesten
- 1918: Vor tids helte
- 1918: Lodsens datter
- 1917: De Forældreløse
- 1917: En Vinternat
- 1917: Unge hjerter
- 1912: Historien om en Moder

## Manusforfatter
- 1919: Historien om en gut
- 1919: Æresgjesten
- 1918: Vor tids helte
- 1918: Lodsens datter
- 1917: De Forældreløse
- 1917: En Vinternat
- 1917: Unge hjerter
- 1914: Kärlek starkare än hat eller skogsdotterns hemlighet
- 1914: Prästen
- 1913: Livets konflikter
- 1913: På livets ödesvägar
- 1913: Blodets röst
- 1913: Halvblod
- 1913: Gränsfolken
- 1912: Historien om en moder
- 1911: Under forvandlingens lov

## Eksterne links
- Peter Lykke-Seest på Internet Movie Database (engelsk)
- Peter Lykke-Seest på Filmdatabasen
- Peter Lykke-Seest på danskefilm.dk
- Peter Lykke-Seest på danskfilmogtv.dk
- Peter Lykke-Seest på Svensk Filmdatabas (svensk)
- Peter Lykke-Seest på The Movie Database (engelsk)